# Josef Hejzlar
Josef Hejzlar (21. ledna 1927, Česká Skalice – 4. ledna 2012, Praha) byl český historik umění, sinolog, překladatel a publicista, absolvent VŠUP v Praze (ateliér prof. Emila Filly).

## Život
Před rokem 1951 studoval na VŠUP v ateliéru Emila Filly. V letech 1951–56 studoval na Pekingské univerzitě (čínský jazyk, historie a literatura) a Ústřední akademii výtvarného umění v Pekingu (prof. Wang Sün), kde se seznámil se svou budoucí ženou, čínskou studentkou Taj-ťün. Studia zakončil na Filosofické fakultě Univerzity Karlovy v Praze.
V roce 1987 přednášel na vysokých školách v Číně. Současně se zabýval čínským uměním, v ČR i v zahraničí vydal řadu knih o východoasijském, zejména čínském umění. Za monografii Čchi Paj-š´ (1970) získal cenu nakladatelství Odeon.
Josef Hejzlar zemřel 4. ledna 2012 ve věku 84 let.

## Dílo

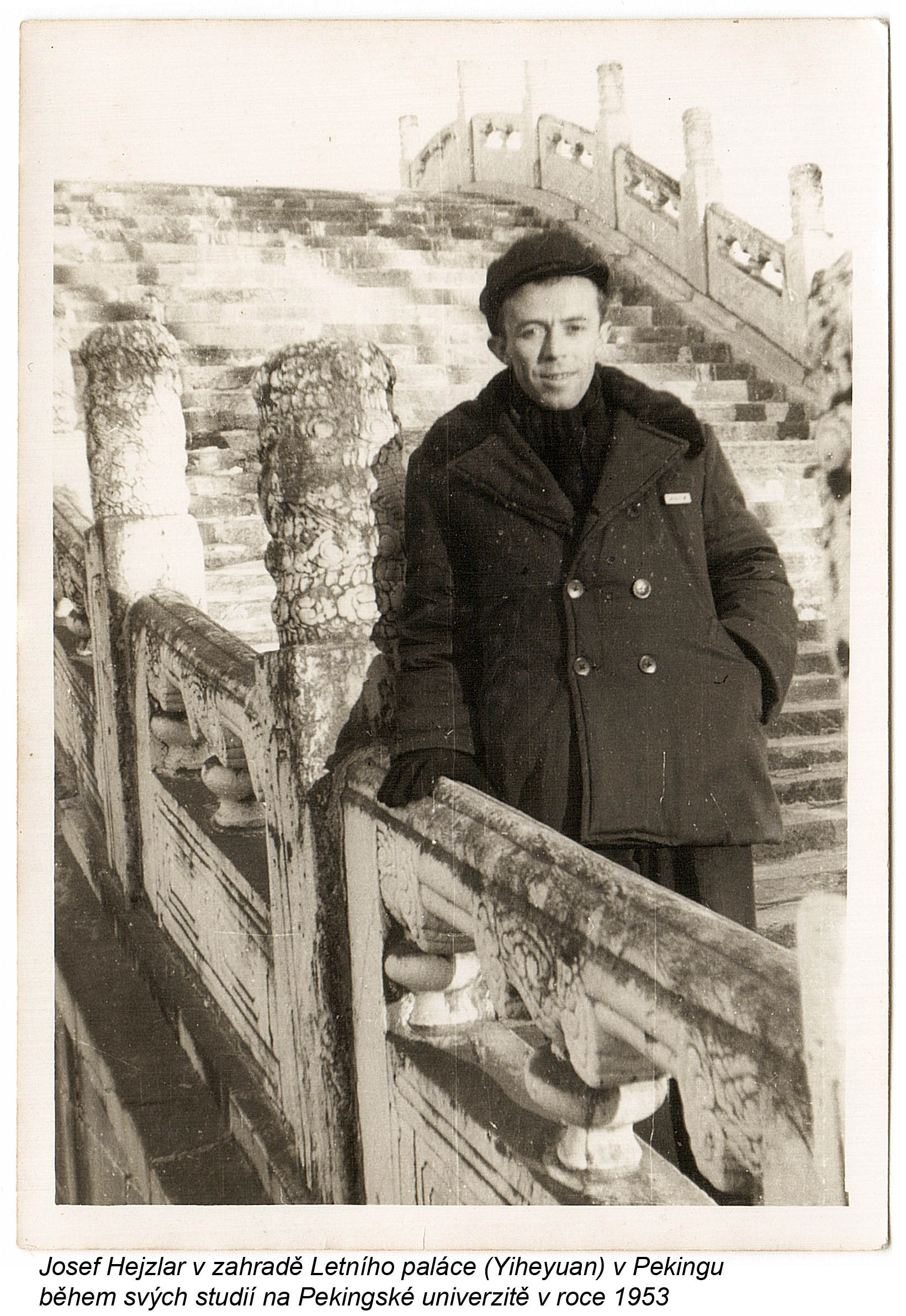
Hejzlar v Pekingu, v roce 1953

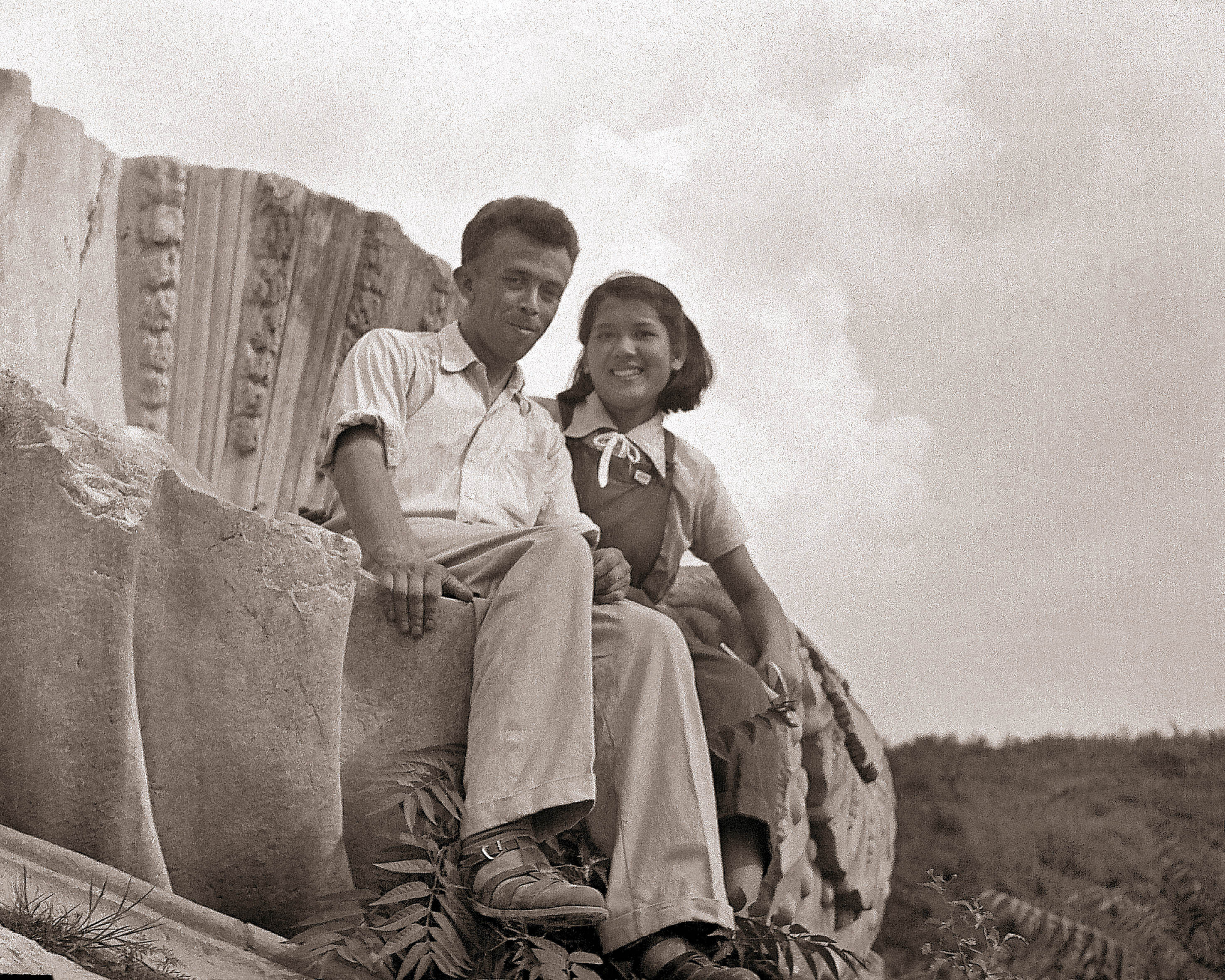
Josef Hejzlar s manželkou Taj-ťün Hejzlarovou.

Více než dvě desítky let se zabýval teorií a praxí průmyslového designu a architektury. Na toto téma napsal řadu publikací, vypracoval desítky barevnic, atlasů barev, projekty barevného řešení v architektuře. V polovině 50. let minulého století několikrát navštívil malíře a básníka Čchi Paj-š’e v jeho pekingské studovně. V té době také začal sbírat a překládat mistrovy básně a postuláty, které pak vydal v roce 2002 ve sbírce Čchi Paj-š’: Verše od Bazénu spadlé hvězdy. Kromě překladů některých starých čínských esejů o umění spolu se svou ženou Taj-ťün sestavil a přeložil větší sbírku čínských přísloví, rčení a slavných veršům a výroků, které pak vyšly v knihách Minimum čínského moudra (1996) a Lexikon čínského mudrosloví (1999). Rovněž v domácích i zahraničních periodikách publikoval větší množství studií, esejů a článků, k jeho posledním publikacím patří monografie Čchi Paj-š´ a jeho slavní žáci (2008, v česko-čínské verzi), Čínská krajinomalba v české verzi (2011) a jako spoluautor historického románu Na Řece získal se svou ženou Literární cenu Knižního klubu r. 2011. Vydání knihy Jak pěstovat klid a mír bylo plánovano na květen 2012.
Přispíval do řady časopisů: Zlatý máj, Kultura, Výtvarná práce, Výtvarné umění, Zrcadlo kultury, Nový Orient, Tvar, Dějiny a současnost, Umění a řemesla, Bydlení, Bonsai, Domov, Světová literatura, Revolver Revue, Ateliér, Lidové noviny, Literární noviny, Lidé a země, sborníky a katalogy.

### Publikace (výběr)
- Čínské vystřihovánky, 1960, Praha, Londýn, Paříž, Frankfurt, v anglické, francouzské a německé verzi.
- Hirošima, Iri Maruki a Tošiko Akamacu, cyklus obrazů atomového bombardování, Praha 1961.
- Čchi Paj-š', Praha 1970. Cena nakladatelství Odeon 1970.
- Stará čínská grafika, Praha, Londýn, Frankfurt 1972, v anglické a německé verzi, připravuje se v české verzi.
- About the Shanhai School of Painting, spoluautor, úvodní studie v katalogu výstavy Masters of Shanghai School of Painting, NG Praha 1968.
- Vietnamské umění, Praha, Londýn, Paříž, Frankfurt, 1974, anglická, francouzská, německá a česká verze.
- Čínský akvarel (Šanghajská škola malířská), Praha, Londýn, Paříž, Frankfurt, 1978 – 1994, anglická, německá a francouzská verze, celkem 16 vydání.
- Čínská krajinomalba, Praha, Paříž, Frankfurt, 1994 – 1996, v německé a francouzské verzi, Aventinum Praha 2011, v české verzi.
- Čchi Paj-š', úvodní studie v katalogu výstavy k 130. výročí narození čínského mistra, Praha 1993.
- Minimum čínského moudra, spoluautor, Praha 1996.
- Lexikon čínského mudrosloví, spoluautor, Praha 1999.
- Čchi Paj-š': Verše od Bazénu spadlé hvězdy, Praha 2002.
- Čchi Paj-š' a jeho slavní žáci, Galerie Zdeněk Sklenář u příležitosti stejnojmenné výstavy konané v roce 2007 v Praze, v české a čínské verzi.
- Na Řece, spoluautor, Knižní klub, Praha 2011. Vítězný román 16. ročníku Literární ceny Knižního klubu.
- Jak pěstovat klid a mír, nevydáno, Galerie Zdeněk Sklenář

- 24 publikací z oborů průmyslový design, vnitřní architektura a koloristika, SNTL, Merkur, ÚBOK Praha, 3 x cena ÚBOK.